# William Floyd
William Floyd (ur. 17 grudnia 1734 w  Brookhaven, zm. 4 sierpnia 1821 w Westernville) – amerykański polityk z Nowego Jorku, który podpisał Deklarację Niepodległości Stanów Zjednoczonych.

## Życiorys
William Floyd urodził się w Brookhaven na Long Island, w stanie Nowy Jork. ukończył kurs akademicki, był generałem majorem w milicji państwowej. W latach 1774-1776 i 1779-1783 był członkiem Kongresu Kontynentalnego. W okresie od 4 marca 1789 do 3 marca 1791 przez jedną kadencję był przedstawicielem nowo utworzonego 1. okręgu wyborczego w stanie Nowy Jork w Izbie Reprezentantów Stanów Zjednoczonych. Zmarł w Westernville, w stanie Nowy Jork. 
Jego wnukiem był John G. Floyd.